# Duesenberg Milton Landgeschwindigkeitsrekord

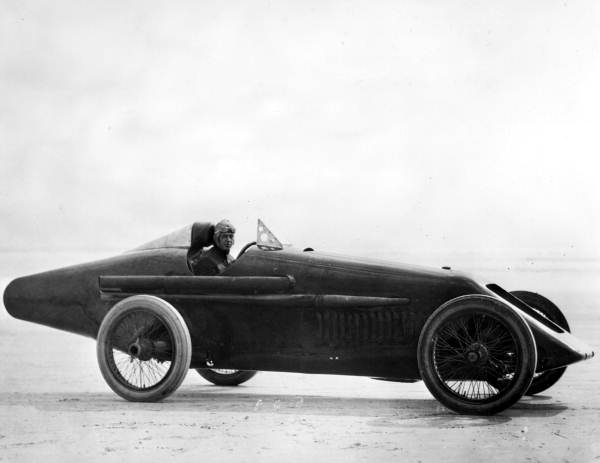
Tommy Milton im von ihm konstruierten Rekordwagen mit zwei 4,9-Liter Duesenberg-Motoren. Am 27. April 1920 stellte er auf dem Strandabschnitt des Daytona Beach Road Course den Weltrekord auf 156,046 mph (251,133 km/h) ein.

Der Milton Duesenberg Landgeschwindigkeitsrekord wurde am 27. April 1920 von dem Rennfahrer Thomas „Tommy“ Milton aufgestellt. Für diesen Versuch entwickelte er zusammen mit Duesenberg ein Fahrzeug mit zwei nebeneinander stehenden Rennmotoren. Milton erreichte damit beim Durchfahren der Messstrecke auf dem Strand von Daytona Beach eine Durchschnittsgeschwindigkeit von 155,342 mph (250,000 km/h) für den fliegenden Kilometer und 156,046 mph (251,133 km/h) für die fliegende Meile und stellte damit einen neuen Landgeschwindigkeitsrekord auf. Der Rekord wurde international nicht von der AIACR in Paris anerkannt, da er nur in eine Richtung gefahren wurde. Für die AAA der USA war es ein gültiger Versuch. Der Rekord hatte in den USA offiziell bis 1926 bestand. Inoffiziell wurde er bereits 1922 überboten.

## Geschichte

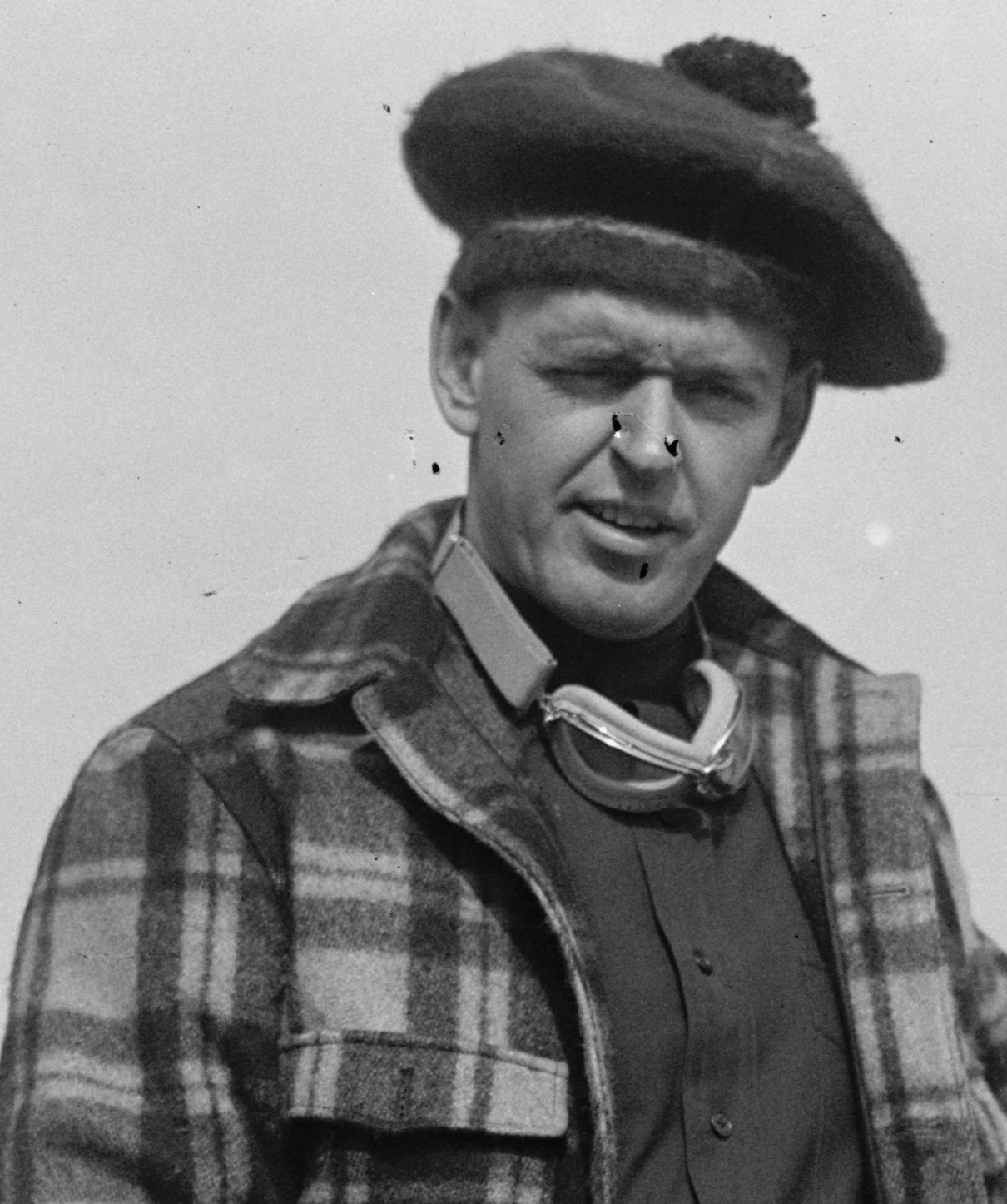
Thomas „Tommy“ Milton 1925

Bereits 1916 begann Milton über einen Weltrekordversuch nachzudenken. Zu diesem Zweck schloss er ein Abkommen über den Bau eines entsprechenden Fahrzeug mit Fred Duesenberg. Dabei wurde vereinbart, das Milton einen Großteil der Kosten und der Entwicklung tragen soll. Doch erst 1919 konnte er sich intensiver mit dieser Idee befassen. Es ist anzunehmen, dass auch der erfolgreiche Rekordversuch Ralph DePalmas im gleichen Jahr Milton anspornte seinen Versuch endlich in die Tat umzusetzen.
Ein längerer Krankenhausaufenthalt 1919 gab Milton viel Zeit die Entwicklung des Rekordfahrzeugs voranzutreiben und nach seiner Entlassung im November des gleichen Jahres begann die Konstruktion in den Werkhallen von Duesenberg in Elizabeth, New Jersey. Das Fahrzeug sollte zwei aktuelle Rennmotoren (300 cuin) nebeneinander bekommen und es war vorgesehen diese nach dem letzten Rennen in das Rekordauto einzusetzen. Trotzdem die Arbeiten an dem Auto immer wieder wegen verschiedener Rennen unterbrochen werden mussten, war der Wagen im Februar 1920 fertig zum Testen. Insgesamt benötigt Milton von Skizzen zum fertigen Wagen mehr als ein Jahr.
Das letzte Rennen für Rennwagen mit 300 cuin Motoren fand am 28. März 1920 auf dem Los Angeles Speedway in Beverly Hills, Californien statt, da ab dann ein neues Reglement in Kraft trat. Im Anschluss wurden die beiden Triebwerke von Miltons und Murphys Rennwagen in den Rekordwagen eingesetzt und dieser auf dem Speedway erprobt. Dabei zeigte sich, dass das Auto prinzipiell gut fuhr aber noch viel Arbeit an der Abstimmung der Motoren aufeinander und auch an der Übersetzung nötig waren. Kurz nach den Probeläufen wurde der Rekordwagen nach Daytona Beach verbracht, um am Ort des späteren Rekordversuchs das Fahrzeug auf die Strecke abzustimmen. Milton wies Murphy und die anderen Mechaniker ein, wie mit dem Auto weitergearbeitet werden soll, da er nach Havanna zu einem weiteren Rennen reisen wollte.
Wie gut Murphy, Fred Duesenberg und die Mechaniker den Wagen dann abstimmten, erfuhr er nach seiner Rückkehr aus Kuba am 18. April 1920 aus der Zeitung. Dort wurde berichtet, dass Murphy bei einem inoffiziellen Versuch eine Durchschnittsgeschwindigkeit von 152 bis 153 mph auf der fliegenden Meile erreicht hatte und damit DePalmas Rekord um gut 2 mph übertraf. Dazu muss erwähnt werden, dass Fred Duesenberg Murphy motivierte, einen so schnellen Lauf durchzuführen, ohne dass sie bemerkt hatten, dass sie von der Zeitung beobachtet wurden. Dieser Vorfall führte zu einer Auseinandersetzung zwischen Milton, Duesenberg und Murphy, an deren Ende Murphy den Strand verließ und das Verhältnis zwischen Duesenberg und Milton nachhaltig gestört war.

“Can you imagine how I felt, learning that my car, built with my sweat and money, had been driven to a new world record by the fellow I had hired to get it ready for me!”

„Können Sie sich vorstellen, wie ich mich gefühlt habe, zu sehen, dass mein Auto, gebaut mit meinem Schweiß und meinem Geld, von jemandem, den ich dazu angestellt hatte, es für mich bereit zu machen, zu einem neuen Weltrekord gefahren wurde!“

Als Milton später das Rekordauto testete, stellte er fest, dass Sand und Salz von den vorherigen Probeläufen die Motoren und den Wagen in seiner Leistungsentfaltung behinderten. Daraufhin beschloss er, hauptsächlich die Motoren zu zerlegen, zu reinigen und beschädigte Teile zu ersetzen.
Am 25. April 1920 unternahm Milton seine ersten Versuche und überbot DePalmas Rekorde in den Wertungen bis 5 Meilen. Danach war er überzeugt, dass das Rekordfahrzeug nun bereit sei für den Rekordversuch auf die fliegende Meile. Anlauf nehmend fuhr Milton mit dem Twin Duesenberg am 27. April 1920 auf dem Daytona Beach in die Messstrecke ein. Bei diesem Versuch entflammte durch die große Hitze der beiden Motoren und des zwischen ihnen verlaufenden Auspuffs des linken Motors unter der Motorhaube Öl, Treibstoff und anderes brennbares Material, welches auf die Bodenplatte unter den Motoren gelangt war. Trotzdem gelang es Milton, den Versuch erfolgreich zu beenden, und nachdem er das Auto zum Stehen gebracht hatte, konnte das Feuer schnell gelöscht werden.
Über diesen Vorfall gibt es in den Quellen verschiedene Aussagen. Während einige Quellen das Geschehen ohne zeitliche Eingrenzung beschreiben, gibt es andere, die den Ausbruch des Feuers auf die Hälfte der Strecke beim Durchfahren der fliegenden Meile festsetzten, und wieder andere, die den Zeitpunkt nach der fliegenden Meile und in der dritten Meile sehen.
Auf einigen Fotos, die nach dem Versuch gemacht wurden, ist gut eine runde Fläche ungefähr in der Mitte der Motorhaube zu sehen. An dieser Stelle wurde die Farbe auf der Motorhaube von dem darunterliegenden Feuer verbrannt. Bei dieser Rekordfahrt erreichte Milton mit dem Twin Duesenberg eine Durchschnittsgeschwindigkeit von 156,046 mph auf der fliegenden Meile.

## Der Rekord

### Einleitung
Bei dem Landgeschwindigkeitsrekord handelt es sich genau genommen um einen Streckenrekord. Es wird auf einer Strecke von einer Meile und/oder einem Kilometer (beide Messungen erfolgen normalerweise während des gleichen Versuches) die beim Durchfahren benötigte Zeit gemessen. Daraus wird die Durchschnittsgeschwindigkeit ermittelt und diese ist dann der Landgeschwindigkeitsrekord. Es wird also nicht die absolute Höchstgeschwindigkeit ermittelt, die bei vielen der damaligen Rekordfahrzeuge höher lag, so auch beim Milton Twin Duesenberg, sondern wer am schnellsten die Strecke zurück legt. (Weiteres dazu in Das Rekordfahrzeug weiter unten.)
Streckenrekorde und die daraus resultierenden Geschwindigkeitsrekorde begleiteten die Rennfahrer jener Zeit bei jedem Rennen. Alle Rennfahrer mit entsprechend starken Rennwagen fuhren früher oder später solche Rekorde ein und diese wiederum führten zu entsprechenden Schlagzeilen in der Presse. So schrieb die britische Zeitschrift The Autocar in ihrer Ausgabe vom 21. Februar 1920, das 1919 drei Geschwindigkeitsweltrekorde in den USA aufgestellt wurden. T. Milton auf Duesenberg sei auf dem Sheepshead Bay Track die 10 Meilen in 5 Minuten 20,2 Sekunden (112,4 mph), Ralph DePalma auf Packard auf dem gleichen Rennkurs die 50 Meilen in 26 Minuten 23,4 Sekunden (113,7 mph) und Gaston Chevrolet auf Fontenac die 100 Meilen in 54 Minuten 17,8 Sekunden (110,53 mph) gefahren.
1911 setzte die AIACR ein neues Reglement für die internationale Anerkennung eines Weltrekordversuches in Kraft. Es war nun schwieriger einen neuen Rekord aufzustellen. Unter anderem galt die Zweiwegeregel, die für eine Anerkennung des Versuches die Hin- und Rückfahrt vorschrieb, um zu vermeiden, das z. B. Gefälle oder Wind ausgenutzt wurden. Beide Läufe wurden dann addiert und durch zwei geteilt. Bis zu Miltons Versuch gab es nur einen nach den neuen Regeln anerkannten Versuch vom 24. Juni 1914 mit 29,01 Sekunden für die fliegende Meile. Dieser wurde 1923 auf 26,14 Sekunden verbessert. Es entstand so eine Art Parallele der Rekordversuche, bis Ende der 1920er auch in den USA die Regeln der AIACR zur Anwendung kamen.

### Messung und Anerkennung
Die Zeiten wurden offiziell von der AAA durch Fred J. Wagner gemessen und für gültig erklärt. Die Anerkennung durch die internationale Behörde AIACR blieb aus, da der Versuch nur in eine Richtung gefahren wurde.
Milton durchfuhr den fliegenden Kilometer in einer Zeit von 14,40 Sekunden. Die Durchschnittsgeschwindigkeit beträgt somit 155,342 mph (250,000 km/h). Für die fliegende Meile, es galt die amerikanische Meile mit 1609,3472 Metern, wurden 23,07 Sekunden gemessen, was einer Durchschnittsgeschwindigkeit von 156,046 mph (251,133 km/h) entspricht. Bei der Berechnung der Geschwindigkeiten wurde nicht gerundet, sondern nach der dritten Kommastelle die Rechnung beendet.

## Das Rekordfahrzeug

### Bezeichnung
Offiziell bekam das Auto keinen Namen. Dadurch finden sich in der Literatur verschiedene Bezeichnungen. Einige direkt nach dem Rekordversuch aufgenommene Bilder sind mit Milton Twin Duesenberg oder nur mit Twin Duesenberg beschriftet.

### Team und Standorte
Konstruiert wurde das Fahrzeug hauptsächlich von Tommy Milton. Der Bau erfolgte bei Duesenberg in Elizabeth, New Jersey und mit der Unterstützung von Fred und Augie Duesenberg. Weiterhin arbeiteten Chefingenieur und Zeichner William R. Beckman und die Mechaniker und Rennfahrer Jimmy Murphy und Harry Hartz mit. Für die Wartung des Autos auf dem Daytona Beach wurde ein Zelt mit Holzboden errichtet, das vor Wind und Sand schützte.

### Fahrgestell
Das Fahrgestell war eine Spezialanfertigung. Es konnte zwei Motoren nebeneinander aufnehmen. Der Kühler für beide Motoren war vor den Motoren eingebaut. Die Lenkung befand sich zwischen den Motoren. Oberhalb der Lenksäule verlief der Auspuff des linken Motors auf den Fahrer zu und bog hinter dem rechten Motor nach rechts ab. Den Fahrer trennte nur das Armaturenbrett vom Auspuff. Durch diese Art der Verlegung lagen beide Auspuffrohre auf der rechten Seite des Autos. Jeder Motor hatte eine Kupplung, eine Kardanwelle und ein Achsgetriebe. Beide Achsgetriebe waren in einem Gehäuse integriert und trieben gemeinsam die Hinterachse an. Das Fahrzeug hatte kein Schaltgetriebe. Es wurde aber ein zuschaltbarer Rückwärtsgang eingebaut, um dem Reglement der AAA zu entsprechen.

### Karosserie
Das Rekordauto hatte eine stromlinienförmiger Karosserie mit keilförmig ansteigender Kühlerverkleidung und hinten lang nach oben auslaufendem Heck. Das einsitzige Cockpit war offen mit kleiner Frontscheibe. Die Räder sind frei stehend und die Speichen wurden für den Rekordversuch mit Stoff bespannt. Um die Aerodynamik zu verbessern, hatte das Fahrzeug einen Unterboden. Die Karosseriefarbe war dunkel Rot.

### Technische Daten
Angaben zu Maße und Gewicht sind nicht überliefert. Einzig von den Rennmotoren gibt es einige technische Daten.
| Duesenberg Rennmotor 300 cuin | Duesenberg Rennmotor 300 cuin                                                                    |
| ----------------------------- | ------------------------------------------------------------------------------------------------ |
| Motor                         | 8-Zylinder-Reihen-Motor (Viertakt), 3 Ventile je Zylinder (ein Einlass- und zwei Auslassventile) |
| Hubraum                       | 296,9 cuin (4865 cm³)                                                                            |
| Bohrung × Hub                 | 3 × 5,25 in (76,2 × 133,35 mm)                                                                   |
| Leistung bei 1/min            | 92 HP (69 kW) bei 3800                                                                           |
| Ventilsteuerung               | zentrale Nockenwelle mit Königswellenantrieb, Kipphebel                                          |
| Kühlung                       | Wasserkühlung                                                                                    |

### Die Höchstgeschwindigkeit
Milton und Duesenberg schätzten die Höchstgeschwindigkeit des Rekordwagens auf ungefähr 180 mph (ca. 290 km/h). Wie schnell er wirklich fuhr kann aus heutiger Sicht nicht festgestellt werden, da nicht bekannt ist, mit wie viel Geschwindigkeit der Twin Duesenberg in die Messstrecke einfuhr. Einzig kann gesagt werden, das Auto erreichte eine Durchschnittsgeschwindigkeit von 250,000 km/h auf den ersten 1000 Metern und nach 1609,3472 Metern (eine Meile) eine Durchschnittsgeschwindigkeit von 251,133 km/h. Das bedeutet, dass das Fahrzeug schneller als die 251,133 km/h gewesen ist.

## Nachbetrachtung

### Milton

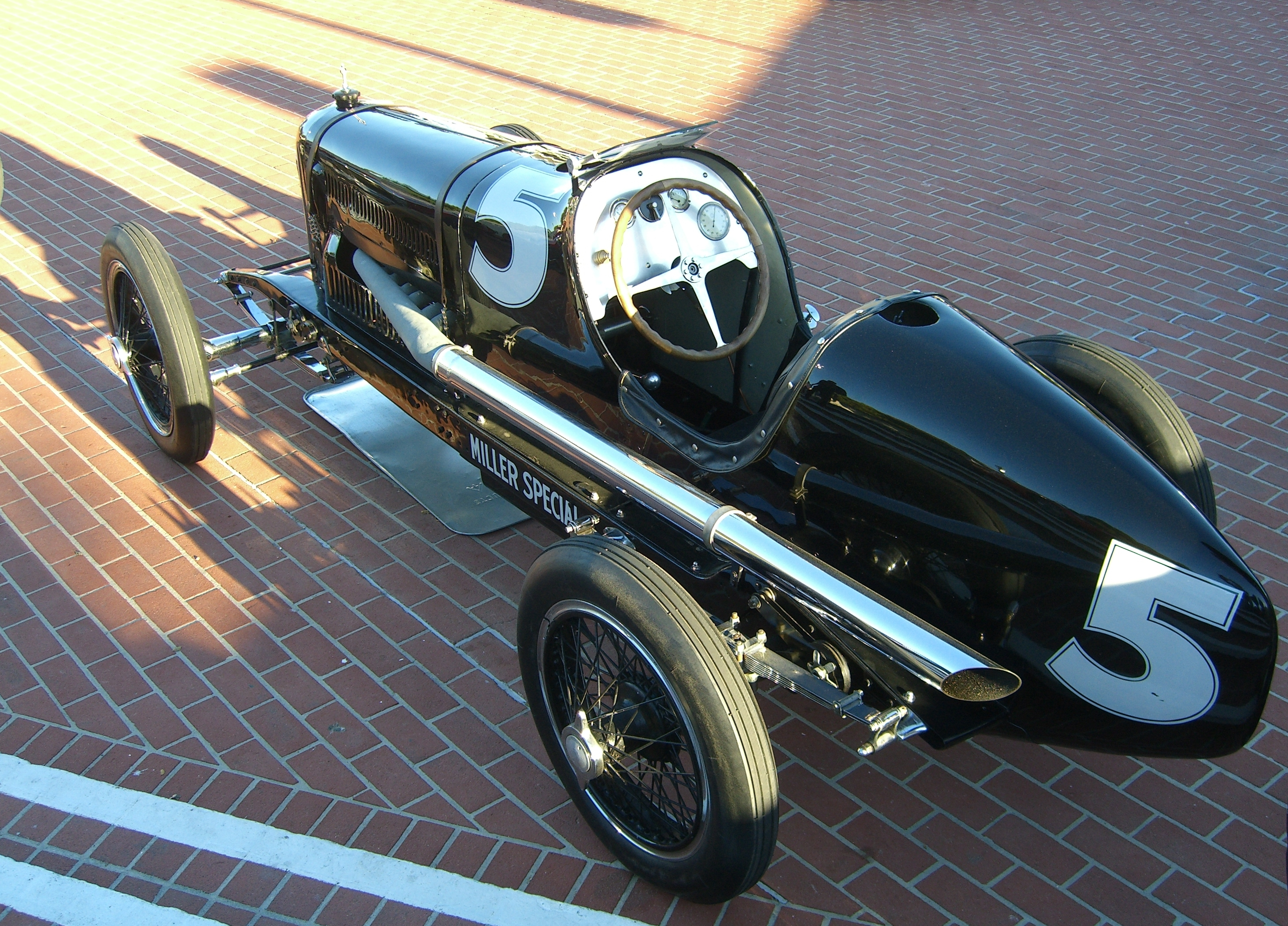
Miller 122/183 Convertible, 1924

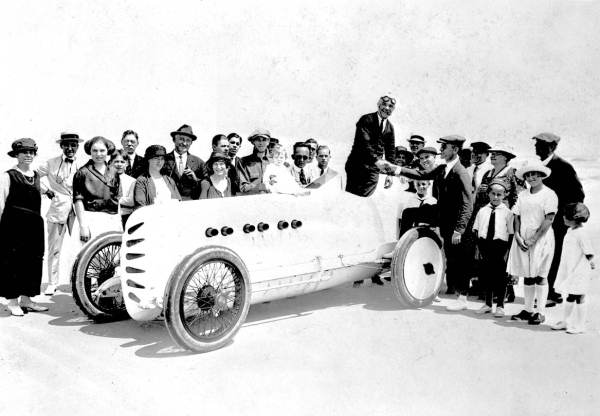
Sig Haugdahl auf Wisconsin Special, 1922

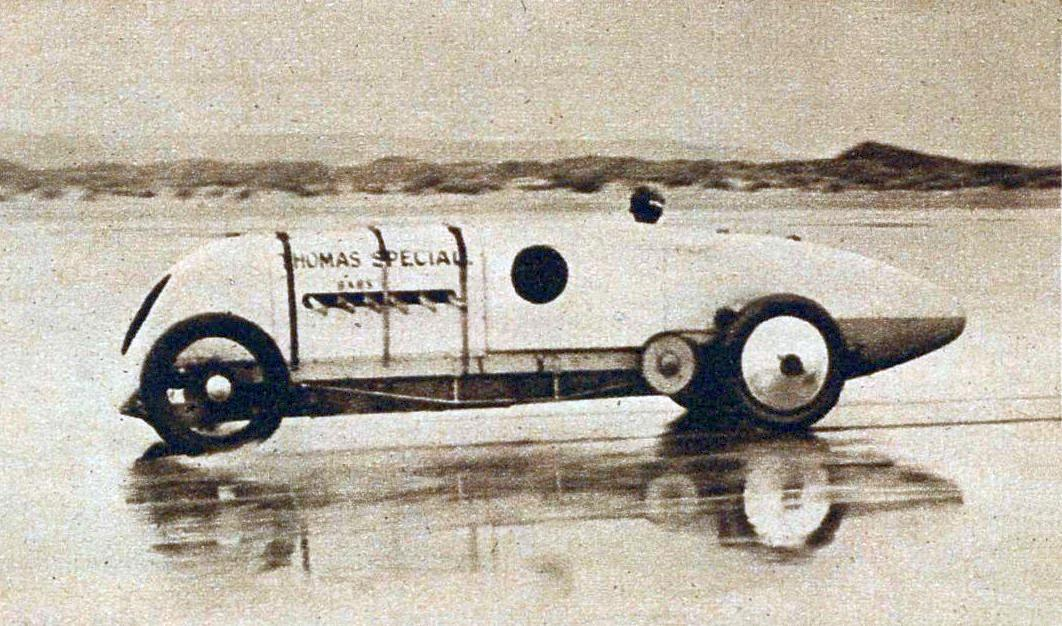
John G. Parry Thomas auf Higham-Thomas Special Babs, 1926

1920 verließ Milton das Duesenberg-Team, nachdem sein Vertrag ausgelaufen war. Zuvor fuhr er noch bei dem Indianapolis 500 für Dusenberg den dritten Platz ein.
Am 14. April 1924 unternahm Milton auf dem Muroc Dry Lake in Kalifornien mit dem Miller 122/183 Convertible, in der Konfiguration mit 183 cuin Motor, einen erneuten Rekordversuch. Diesmal durchfuhr er die Meile in 23,8 s (151,260 mph, 243,430 km/h) und verfehlte seinen Rekord um 0,73 Sekunden.

### Rekord
Am 6. April 1922 überbot der Amerikaner Sigurd Olson „Sig“ Haugdahl auf dem Wisconsin Special Miltons Rekord. Auf dem Strand von Daytona Beach durchfuhr er den fliegenden Kilometer in 13,8 (162,096 mph, 260,869 km/h) und die fliegende Meile in 19,97 Sekunden (180,270 mph, 290,117 km/h). Weder die internationalen noch die amerikanischen Verantwortlichen erkannten die Leistung an. Die AAA lehnte ihn ab, da nicht sie, sondern die IMCA (International Motor Contest Association) ihn gemessen hatte. Für die AIACR in Paris fehlte die Rückfahrt.
Ein schnellerer Weltrekord wurde erst am 27. April 1926 aufgestellt. John G. Parry Thomas auf Higham-Thomas Special genannt Babs durchfuhr am Strand von Pendine in Wales den fliegenden Kilometer in 13,213 (169,297 mph, 272,458 km/h) und die fliegende Meile, es galt die britische Meile mit 1609,344 Metern, in 21,419 Sekunden (168,074 mph, 270,490 km/h). Dieser Weltrekord wurde auch international von der AIACR anerkannt. Am darauf folgenden Tag konnte Perry Thomas seinen Rekord auf 13,080 (171,019 mph, 275,229 km/h) und 21,099 Sekunden (170,624 mph, 274,593 km/h) verbessern.

### Fahrzeug
Nach dem erfolgreichen Versuch verblieb das Auto bei Duesenberg und stand eine Zeit lang in einer Werkhalle in Indianapolis. Es bekam eine helle Lackierung und die Aufschrift „Duesenberg World's Record Car“. Spätestens seit der Übernahme von Duesenberg durch Cord gilt der Wagen als verschollen.